# Arctoconopa insulana
Arctoconopa insulana är en tvåvingeart som beskrevs av Evgenyi Nikolayevich Savchenko 1971. Arctoconopa insulana ingår i släktet Arctoconopa och familjen småharkrankar. Inga underarter finns listade i Catalogue of Life.